# Sofia Ianóvskaia
Sofia Ianóvskaia   (Prujani, 19 de gener de 1896 (Julià) - Moscou, 24 d'octubre de 1966), a vegades transcrit Janovskaja, cognom de soltera Neimark, rus: Неймарк, va ser una matemàtica i historiadora, especialitzada en la història de les matemàtiques, la lògica matemàtica i la filosofia de les matemàtiques. És coneguda habitualment pels seus esforços en restaurar la investigació de la lògica matemàtica a la Unió Soviètica i publicar i editar les obres matemàtiques de Karl Marx.

## Biografia
Ianóvskaia va néixer a la ciutat jueva de Prujani (actualment situada a la província de Brest, Belarús), al sí de la família del comptable Aleksandr Neimark.
En 1914, en acabar el seus estudis al gymnasium núm. 2 d'Odessa, va accedir als cursos superiors per a dones de la Universitat d'Odessa. Els èxits que va mostrar en matemàtiques van impulsar els professors a oferir-li un trasllat al departament de matemàtiques. El 1917 va interrompre els estudis i es va unir a la lluita revolucionària.
Durant la Guerra Civil i la intervenció de les forces de la Triple Entesa, va participar en el moviment clandestí bolxevic d'Odessa i en els treballs de la Creu Roja clandestina. El novembre de 1918 va ingressar al Partit Comunista. Com a secretària del diari Kommunist (un òrgan del comitè dels bolxevics d'Odessa), va participar en el transport de la literatura il·legal a primera línia del front. Durant la retirada de la Guàrdia Blanca d'Odessa, va ser capturada amb un grup de soldats de l'Exèrcit Roig i amb prou feines va escapar de la mort: durant l'execució va aconseguir sobreviure caient al riu i nedant.
El 1918 es va casar amb Issaac Ilitx Ianovski, que també era un actiu bolxevic. El 1919, havent arribat a Elisavetgrad, es va incorporar a l'Exèrcit Roig, on primer fou soldat polític i, a continuació, ajudant de redacció del periòdic "Exèrcit Roig", rus: Красная армия a l'administració política del 12è Exèrcit.
De 1920 a 1923 va treballar al Comitè Provincial del partit d'Odessa. El 1923, va ser enviada a l'Institut de Professors Rojos, on va començar a assistir al seminari de Dmitri Iegórov. Excepte els anys de guerra (1941-1943), va treballar a la Universitat Estatal de Moscou fins a la seva jubilació.
Engels havia assenyalat en els seus escrits que Karl Marx havia escrit alguna cosa de matemàtiques. Ianóvskaia va trobar els "Manuscrits matemàtics" de Marx i va organitzar-ne la seva primera publicació el 1933 en rus.
El 1931, a Ianóvskaia se li va concedir el títol de professora, va ser elegida membre de la Societat de Matemàtiques de Moscou i el 1935 va obtenir el títol de Doctora en Física i Matemàtiques sense defensar una tesi.
El 1935, durant la visita de Ludwig Wittgenstein a l'URSS, el va acompanyar a Moscou i va aconsellar al filòsof que abandonés la idea de quedar-se a la Unió Soviètica.
El seu treball sobre els manuscrits matemàtics de Karl Marx es va iniciar el 1930 i podria haver tingut alguna influència en l'estudi d'anàlisi no estàndard a la Xina. En el món acadèmic és especialment recordada pels seus treballs sobre història i filosofia de les matemàtiques, així com per la seva influència sobre una jove generació d'investigadors.
El 1968 Ianóvskaia va preparar una publicació millorada de l'obra de Marx.
Per la seva tasca, Ianóvskaia va rebre l'Orde de Lenin i altres medalles.
Va morir de diabetes a Moscou.